# Gino Franzi (architetto)
Luigi Franzi, detto Gino (Pallanza, 19 luglio 1898 – Milano, 19 febbraio 1971), è stato un architetto italiano.

## Biografia
Nasce sul Lago Maggiore a Pallanza, il 19 luglio 1898 da Vittorio e Maria Broggi, figlia del celebre architetto Luigi Broggi. Nel 1924, all’età di ventisei anni, si laurea in Architettura presso il Regio Politecnico di Torino e, sempre in quell’anno, inizia il suo apprendistato come architetto nello studio di suo zio Carlo Broggi a Roma, dove avrà domicilio in Via Giuseppe Sacconi 2. 

Proprio in questo periodo della sua vita ha l'opportunità di conoscere   Giuseppe Vaccaro. Dal 1926 risulta essere iscritto al Partito Nazionale Fascista. Nel corso degli anni si trasferisce a Milano dove inizia, insieme a suo figlio Tommaso, a collaborare con lo "Studio Bega", fondato dall'architetto Melchiorre Bega nel 1930.
Durante la sua carriera diventerà uno dei principali esponenti del razionalismo italiano e, infatti, parteciperà a vari concorsi che, vincendoli, gli permetteranno di realizzare varie opere. 
Muore a Milano il 19 febbraio 1971, a 72 anni. Riposa al Cimitero Monumentale di Milano, nell'edicola Broggi.  

### Principali concorsi e opere realizzate
- concorso internazionale per la realizzazione del palazzo della Società delle Nazioni a Ginevra, in collaborazione con Carlo Broggi e Giuseppe Vaccaro, nel 1927[2][3];
- realizzazione dell’Istituto di Frutticoltura e di Elettrogenetica a Roma, in via Cassia, nel 1927[3];
- il concorso nazionale per la realizzazione del Palazzo delle Poste di Napoli, in collaborazione con Giuseppe Vaccaro, nel 1928 (primo premio)[2][3];
- realizzazione di Villa Lloyd all'Alpino, nel 1929-1930[8][3];
- realizzazione della Palazzina Mora e Martini a Roma, in via Archimede, nel 1931[3];
- arredamento della Sede Centrale del «Raci» a Roma, in via Po 14, nel 1931[3];
- il concorso per la rotonda balneare a Senigallia (medaglia d'oro)[3];
- arredamento della Presidenza dell'Enit a Roma, in via Marghera 2,1933[3];
- i concorsi per i quattro palazzi postali di Roma, nel 1933 (secondo premio)[3];
- il concorso per la realizzazione della colonia marina di Vercelli, in collaborazione con gli ingegneri Martelli e Torri, nel 1933[3];
- il concorso per la Casa del Fascio con teatro di Oleggio (Novara), in collaborazione con gli ingegneri Martelli e Torri, nel 1933 (primo premio)[2][3];
- il concorso per il piano regolatore di Novara, in collaborazione con Ceresa, Martelli e Torri, nel 1933 (quarto premio)[3];
- arredamenti del circolo Aquilano a L’Aquila, 1933;
- arredamenti della Presidenza della Società Montecatini in Roma, nel 1936[3].
- Stazione di Pescara Centrale (FEA) a Pescara, 1934[9]